# Serie A (1929/1930)
Serie A 1929/1930 – 30. edycja najwyższej w hierarchii klasy mistrzostw Włoch w piłce nożnej, organizowanych przez Direttorio Divisioni Superiori, które odbyły się od 6 października 1929 do 13 lipca 1930. Mistrzem został Ambrosiana (Inter), zdobywając swój trzeci tytuł.

## Organizacja
Były to pierwsze mistrzostwa Włoch po reformie i ustanowieniem nowej nazwy Serie A, organizowane w jedynej grupie.
Liczba uczestników została zmniejszona z 32 do 18 drużyn. Nowa formuła składała się z meczów rozgrywanych systemem kołowym u siebie i na wyjeździe, w sumie 34 rundy: 2 punkty przyznano za zwycięstwo i po jednym punkcie w przypadku remisu, z możliwą dogrywką, rozstrzygać sytuacje ex aequo w końcowej klasyfikacji. Zwycięzca rozgrywek ligowych otrzymywał tytuł mistrza Włoch. Dwie ostatnie drużyny spadało do Serie B.

## Drużyny

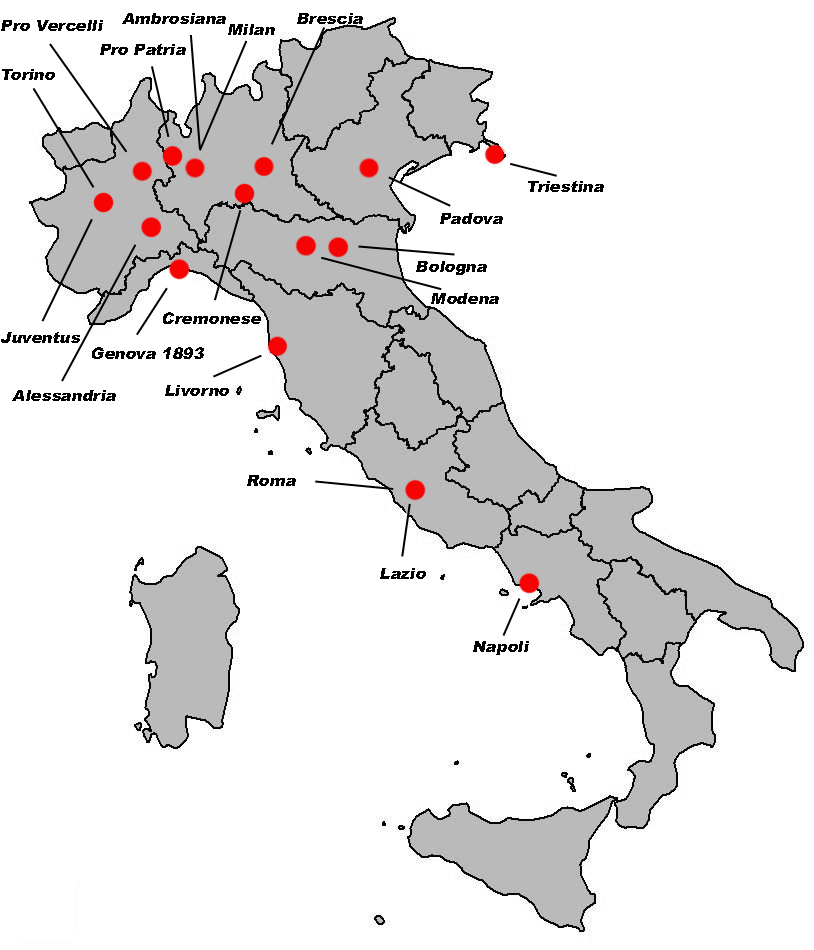
Lokalizacja klubów grających w Serie A

| Uczestnicy poprzedniej edycji                                                                                 | Uczestnicy poprzedniej edycji | Uczestnicy poprzedniej edycji | Uczestnicy poprzedniej edycji |
| --- | ----------------------------- | ----------------------------- | ----------------------------- |
| ALE | Alessandria                   | 3 (A)                         |                               |
| AMB | Ambrosiana                    | 6 (B)                         |                               |
| BOL | Bologna                       | 1                             |                               |
| BRE | Brescia                       | 3 (B)                         |                               |
| CRE | Cremonese                     | 7 (B)                         |                               |
| GEN | Genova 1893                   | 4 (B)                         |                               |
| JUV | Juventus                      | 2 (B)                         |                               |
| LAZ | Lazio                         | 8 (B)                         |                               |
| LIV | Livorno                       | 7 (A)                         |                               |
| MIL | Milan                         | 2 (A)                         |                               |
| MOD | Modena                        | 6 (A)                         |                               |
| NAP | Napoli                        | 8 (B)                         |                               |
| PAD | Padova                        | 8 (A)                         |                               |
| PPA | Pro Patria                    | 5 (A)                         |                               |
| PVE | Pro Vercelli                  | 5 (B)                         |                               |
| ROM | Roma                          | 3 (A)                         |                               |
| TOR | Torino                        | 2                             |                               |
| TRI | Triestina                     | 9 (A)                         |                               |
| Oznaczenia: - kolumna pierwsza – skróty nazw drużyn, - kolumna trzecia – miejsce zajęte w poprzednim sezonie. |                               |                               |                               |

## Rozgrywki

### Tabela
| Lp. | Drużyna           | M  | Z  | R  | P  | B+ | B- | +/– | Pkt | Kwalifikacja lub spadek |
| --- | ----------------- | -- | -- | -- | -- | -- | -- | --- | --- | ----------------------- |
| 1   | AS Ambrosiana (M) | 34 | 22 | 6  | 6  | 85 | 38 | +47 | 50  | Puchar Mitropa 1930     |
| 2   | Genova 1893       | 34 | 20 | 8  | 6  | 63 | 36 | +27 | 48  | Puchar Mitropa 1930     |
| 3   | Juventus          | 34 | 19 | 7  | 8  | 56 | 31 | +25 | 45  |                         |
| 4   | Torino            | 34 | 16 | 7  | 11 | 52 | 31 | +21 | 39  |                         |
| 5   | Napoli            | 34 | 14 | 9  | 11 | 61 | 51 | +10 | 37  |                         |
| 6   | Roma              | 34 | 15 | 6  | 13 | 73 | 52 | +21 | 36  |                         |
| 7   | Bologna           | 34 | 14 | 8  | 12 | 56 | 46 | +10 | 36  |                         |
| 8   | Alessandria       | 34 | 14 | 8  | 12 | 55 | 49 | +6  | 36  |                         |
| 9   | Pro Vercelli      | 34 | 12 | 9  | 13 | 52 | 60 | −8  | 33  |                         |
| 10  | Brescia           | 34 | 13 | 7  | 14 | 45 | 56 | −11 | 33  |                         |
| 11  | Milan             | 34 | 11 | 10 | 13 | 52 | 48 | +4  | 32  |                         |
| 12  | Modena            | 34 | 11 | 8  | 15 | 48 | 55 | −7  | 30  |                         |
| 13  | Pro Patria        | 34 | 12 | 6  | 16 | 46 | 64 | −18 | 30  |                         |
| 14  | Livorno           | 34 | 12 | 5  | 17 | 51 | 79 | −28 | 29  |                         |
| 15  | Lazio             | 34 | 10 | 8  | 16 | 49 | 50 | −1  | 28  |                         |
| 16  | Triestina         | 34 | 11 | 6  | 17 | 42 | 78 | −36 | 28  |                         |
| 17  | Padova (S)        | 34 | 11 | 4  | 19 | 52 | 78 | −26 | 26  | Spadek do Serie B       |
| 18  | Cremonese (S)     | 34 | 4  | 8  | 22 | 31 | 83 | −52 | 16  | Spadek do Serie B       |

### Wyniki
| Gospodarz \ Gość | ALE | AMB | BOL | BRE | CRE | GEN | JUV | LAZ | LIV | MIL | MOD | NAP | PAD | PPA | PVE | ROM | TOR | TRI |
| Alessandria      |     | 1:2 | 2:3 | 4:0 | 3:0 | 0:2 | 1:0 | 4:2 | 3:2 | 2:1 | 1:1 | 2:1 | 4:2 | 0:0 | 0:2 | 3:1 | 3:3 | 4:1 |
| Ambrosiana       | 2:0 |     | 2:1 | 5:1 | 3:2 | 3:3 | 2:0 | 4:2 | 6:2 | 2:0 | 5:1 | 2:1 | 6:1 | 8:0 | 4:0 | 6:0 | 3:0 | 1:2 |
| Bologna          | 1:2 | 2:2 |     | 0:0 | 4:1 | 0:1 | 0:1 | 3:2 | 6:1 | 1:1 | 2:1 | 3:1 | 1:2 | 2:0 | 2:2 | 5:2 | 0:1 | 2:2 |
| Brescia          | 2:1 | 0:0 | 2:0 |     | 4:3 | 4:1 | 2:2 | 3:2 | 2:0 | 4:1 | 3:2 | 2:1 | 3:2 | 2:1 | 1:0 | 1:1 | 0:2 | 0:1 |
| Cremonese        | 1:1 | 0:0 | 0:3 | 0:1 |     | 1:2 | 0:0 | 1:3 | 1:2 | 0:2 | 2:2 | 0:0 | 1:1 | 1:2 | 0:0 | 1:0 | 0:1 | 2:1 |
| Genova 1893      | 2:1 | 1:4 | 2:0 | 1:0 | 2:1 |     | 2:0 | 2:0 | 2:0 | 2:2 | 2:2 | 2:2 | 8:0 | 6:2 | 1:0 | 3:1 | 1:0 | 2:1 |
| Juventus         | 2:1 | 1:2 | 2:0 | 0:0 | 4:1 | 0:0 |     | 3:1 | 4:1 | 3:1 | 1:0 | 3:2 | 3:1 | 1:0 | 6:1 | 2:1 | 2:0 | 0:1 |
| Lazio            | 0:0 | 1:1 | 3:0 | 0:0 | 6:0 | 3:0 | 0:1 |     | 3:1 | 0:0 | 4:0 | 0:2 | 4:0 | 2:1 | 3:2 | 0:1 | 1:0 | 0:0 |
| Livorno          | 2:1 | 1:2 | 0:2 | 5:3 | 1:1 | 3:1 | 1:5 | 4:0 |     | 4:1 | 2:2 | 3:0 | 4:3 | 2:1 | 1:1 | 1:0 | 1:0 | 2:0 |
| Milan            | 0:1 | 1:2 | 0:1 | 4:1 | 5:2 | 0:2 | 1:1 | 2:1 | 2:2 |     | 1:0 | 2:2 | 6:0 | 3:2 | 3:0 | 3:1 | 1:2 | 2:1 |
| Modena           | 0:1 | 2:0 | 1:2 | 2:1 | 5:1 | 2:1 | 2:1 | 0:0 | 6:0 | 1:1 |     | 0:5 | 0:2 | 2:1 | 1:1 | 1:2 | 2:1 | 2:1 |
| Napoli           | 3:1 | 3:1 | 2:1 | 1:1 | 3:0 | 1:2 | 2:2 | 3:0 | 1:1 | 2:1 | 2:1 |     | 1:0 | 4:2 | 1:1 | 1:1 | 2:0 | 4:1 |
| Padova           | 1:3 | 1:2 | 2:3 | 2:1 | 0:1 | 0:0 | 2:1 | 2:1 | 3:1 | 1:1 | 1:3 | 3:0 |     | 7:0 | 5:0 | 3:0 | 1:0 | 1:2 |
| Pro Patria       | 4:0 | 0:0 | 2:1 | 2:0 | 4:2 | 0:1 | 0:1 | 0:0 | 5:0 | 2:1 | 2:0 | 3:2 | 0:0 |     | 1:0 | 6:1 | 1:0 | 1:1 |
| Pro Vercelli     | 2:2 | 1:0 | 2:2 | 2:0 | 3:2 | 3:3 | 1:0 | 3:1 | 4:1 | 0:1 | 2:1 | 4:0 | 5:1 | 0:0 |     | 2:0 | 0:2 | 6:0 |
| Roma             | 1:1 | 2:0 | 2:2 | 2:1 | 9:0 | 2:0 | 2:3 | 3:1 | 2:0 | 1:0 | 4:2 | 2:2 | 8:0 | 5:0 | 7:0 |     | 3:0 | 5:0 |
| Torino           | 2:2 | 4:1 | 0:0 | 5:0 | 2:3 | 1:1 | 0:0 | 1:0 | 3:0 | 0:0 | 0:0 | 1:0 | 3:1 | 7:0 | 5:1 | 1:0 |     | 4:1 |
| Triestina        | 1:0 | 1:2 | 0:1 | 1:0 | 4:0 | 0:2 | 0:1 | 3:3 | 3:0 | 2:2 | 0:1 | 3:4 | 2:1 | 2:1 | 3:1 | 1:1 | 0:1 |     |

Źródło: Almanacco Illustrato del Calcio - La Storia 1898-2004, Panini Edizioni, Modena, Settembre 2005
Objaśnienia:
1Drużyna gospodarzy jest wymieniona po lewej stronie tabeli.
Kolory: zielony – zwycięstwo gospodarzy, żółty – remis, różowy – zwycięstwo gości.

## Najlepsi strzelcy
| Bramki | Strzelcy        | Drużyna    |
| ------ | --------------- | ---------- |
| 31     | Giuseppe Meazza | Ambrosiana |
| 21     | Rodolfo Volk    | Roma       |
| 20     | Bruno Maini     | Bologna    |
| 20 (1) | Antonio Vojak   | Napoli     |

## Skład mistrzów
| Zwycięzca Serie A 1929/1930 |
| --------------------------- |
| Ambrosiana 3 Tytuł          |

| formacja | Piłkarz (liczba meczów)  |
| --- | ------------------------ |
| Degani Gianfardoni Allemandi Rivolta Castellazzi Serantoni Blasevich Viani I Conti Visentin III Meazza | Valentino Degani (29)    |
| Degani Gianfardoni Allemandi Rivolta Castellazzi Serantoni Blasevich Viani I Conti Visentin III Meazza | Pietro Serantoni (31)    |
| Degani Gianfardoni Allemandi Rivolta Castellazzi Serantoni Blasevich Viani I Conti Visentin III Meazza | Guido Gianfardoni (31)   |
| Degani Gianfardoni Allemandi Rivolta Castellazzi Serantoni Blasevich Viani I Conti Visentin III Meazza | Antonio Blasevich (32)   |
| Degani Gianfardoni Allemandi Rivolta Castellazzi Serantoni Blasevich Viani I Conti Visentin III Meazza | Luigi Allemandi (29)     |
| Degani Gianfardoni Allemandi Rivolta Castellazzi Serantoni Blasevich Viani I Conti Visentin III Meazza | Leopoldo Conti (25)      |
| Degani Gianfardoni Allemandi Rivolta Castellazzi Serantoni Blasevich Viani I Conti Visentin III Meazza | Enrico Rivolta (33)      |
| Degani Gianfardoni Allemandi Rivolta Castellazzi Serantoni Blasevich Viani I Conti Visentin III Meazza | Umberto Visentin (32)    |
| Degani Gianfardoni Allemandi Rivolta Castellazzi Serantoni Blasevich Viani I Conti Visentin III Meazza | Giuseppe Viani (31)      |
| Degani Gianfardoni Allemandi Rivolta Castellazzi Serantoni Blasevich Viani I Conti Visentin III Meazza | Giuseppe Meazza (33)     |
| Degani Gianfardoni Allemandi Rivolta Castellazzi Serantoni Blasevich Viani I Conti Visentin III Meazza | Armando Castellazzi (32) |
| Pozostałe piłkarze: Bonifacio Smerzi (5), Giovanni Bolzoni (8), Vincenzo Coppo (3), Stefano Gallio (1), Giovanni Gasparini (2), Luigi Ciminaghi (1), Giulio Balestrini (9); Pietro Povero (9), Luigi Rizzi (1), Giulio Balestrini (1), Luigi Pedrazzini (1). |                          |